# Chersodromus rubriventris
Chersodromus rubriventris — вид змій родини полозових (Colubridae). Ендемік Мексики.

## Поширення і екологія
Chersodromus rubriventris відомі за трьома зразками, зібраними в горах Східної Сьєрра-Мадре на півдні штату Сан-Луїс-Потосі і на півночі штату Керетаро. Вони живуть у вологих гірських і хмарних тропічних лісах, на висоті 1650 м над рівнем моря.

## Збереження
МСОП класифікує цей вид як такий, що перебуває під загрозою зникнення. Chersodromus rubriventris загрожує знищення природного середовища.